# プッシー・ガロア
プッシー・ガロア (Pussy Galore) は、1985年に結成されたワシントンD.C.出身のロックバンド。バンド名は映画『007 ゴールドフィンガー』に登場する女性パイロットの名から。

## 来歴
1985年、ジョン・スペンサーがブラウン大学のサークル仲間ジュリア・カフリッツ、ジョン・ハミルとワシントンD.C.にて結成。同年10月ファーストEPを自主制作。その後、セカンドEP、カセットリリースの間に何度かのメンバー・チェンジを経て、ニール・マイケル・ハガーティ、クリスティーナ・マルティネスという2人のギタリストと新ドラマーに元ソニック・ユースのボブ・バートを迎えニューヨーク・インディーの大手キャロラインより1987年ファースト・アルバム『ライト・ナウ!』を発表。メタル・パーカッションとトリプル・ギターの壮絶な歪音絡み合いはこれぞ1980年代末期の音としてどこに出しても恥ずかしくない堂々たる壊れっぷりで、「ジャンク・ロック」のスタイルを決定づけた。1988年には初来日も果たしたがメンバー個々の活動が本格化してきたこともあり、1992年イギリスのHUTより初期音源をまとめたアルバム『Corpse Love: The First Year』を置きみやげに自然解散。
2011年12月23日にニューヨークで開催されたヨ・ラ・テンゴが出演するイヴェントに、グランズらと共に登場。ジョン・スペンサー、ジュリア・カフリッツ、ボブ・バートというオリジナル・メンバーの3人が集結しライブを行った。

## メンバー
- ジョン・スペンサー (JonSpencer) - ギター、ボーカル
- ジュリア・カフリッツ (Julia Cafritz) - ギター
- ニール・マイケル・ハガーティ (Neil Michael Hagerty) - ギター
- クリスティーナ・マルティネス (Cristina Martinez) - ギター
- ボブ・バート (Bob Bert) - ドラム
- ジョン・ハミル (John Hammill) - ドラム
- カート・ウルフ (Kurt Wolf) - ギター

## ディスコグラフィ

### スタジオ・アルバム
- 『ライト・ナウ!』 - Right Now! (1987年)
- 『ダイヤル‘M'フォー・マザーファッカー』 - Dial M for Motherfucker (1989年)
- Historia De La Música Rock (1990年)

### ライブ・アルバム
- 『This friday night only from the hate fuck capitol city of the world』 (1988年) ※日本盤のみのリリース。2000枚限定
- Live: In The Red (1998年) ※CBGBsでの最後のライブ

### EP
- Feel Good About Your Body (1985年)
- Groovy Hate Fuck (1986年)
- Pussy Gold 5000 (1986年)
- 『シュガーシット・シャープ』 - Sugarshit Sharp (1988年)

### コンピレーション・アルバム
- Groovy Hate Fuck (Feel Good About Your Body) (1987年)
- Corpse Love: The First Year (1992年)